# Ashley Ward
Ashley Stuart Ward (* 24. November 1970 in Middleton) ist ein ehemaliger englischer Fußballspieler. Als Stürmer war er für fünf verschiedene Vereine in der Premier League unterwegs. Hier spielte er zumeist mit den Vereinen Norwich City, Derby County, FC Barnsley, Blackburn Rovers und Bradford City gegen den Abstieg und musste mit Ausnahme von den Derby County mit allen genannten Klub jeweils einen Abstieg in die zweite Liga verkraften.

## Sportlicher Werdegang

### Holpriger Start
Wards Profikarriere begann 1989 beim Erstligisten Manchester City. Dort blieb ihm in den beiden folgenden Jahren der sportliche Durchbruch verwehrt und neben seinem einzigen Ligaauftritt am 9. Dezember 1989 beim FC Southampton (1:2) per Einwechslung für David Oldfield kam er noch zweimal im FA Cup gegen den FC Millwall nach der Jahreswende „von der Bank“ – die „Citizens“ schieden anschließend aus dem Wettbewerb aus. In der folgenden Spielzeit 1990/91 kam er in Manchester gar nicht mehr zum Zug und stattdessen half er ab Beginn 1991 beim Viertligisten AFC Wrexham leihweise aus. Dort schoss er den Klub mit einem „Doppelpack“ am 12. Januar 1991 zu einem 2:1-Sieg gegen die Doncaster Rovers.
Mit dem Wechsel im Sommer 1991 für 80.000 Pfund zum Zweitligisten Leicester City nahm er ein neuen Anlauf, konnte jedoch auch dort nicht überzeugen und so gelang ihm als Stürmer in zehn Meisterschaftspartien (dabei stand er nur zweimal in der Startelf) kein Torerfolg in insgesamt anderthalb Jahren. Erneut wurde er an einen unterklassigeren Klub ausgeliehen, nun im November 1992 für gerade einmal zwei Wochen an den Drittligisten FC Blackpool, bevor ihn der Viertligist Crewe Alexandra im Dezember 1992 unter Vertrag nahm und dafür 80.000 Pfund investierte – der „Fehleinkauf“ für Leicester wurde somit zu einem „Nullsummenspiel“.

### Durchbruch in Crewe und Wechsel in die Premier League
Die Zeit in Crewe brachte den erhofften Karriereschub. Noch zu Beginn der Saison 1992/93 hatten bei den „Railwaymen“ Craig Hignett und Tony Naylor ein erfolgreiches Sturmduo gebildet, bevor Hignetts Weggang zum FC Middlesbrough einen Platz im Angriff vakant werden ließ. In die Lücke stieß dann Ward, der nach seinem Debüt in der Football League Trophy gegen Wrexham am 8. Dezember 1992 noch sechs Pflichtspieltore bis zum Ende der Spielzeit erzielte. Der Klub scheiterte dabei knapp im Playoff-Finale am Aufstieg in die dritte Liga durch eine Niederlage im Elfmeterschießen gegen York City. Ward hatte dabei seinen Strafstoß verwandelt und auch im Halbfinale zuvor mit zwei Treffern gegen den FC Walsall maßgeblich zum Finaleinzug beigetragen. In der Saison 1993/94 gelangen Ward 13 Tore, obwohl er verletzungsbedingt nur 25 von 42 Viertligapartien bestritt. Sein wichtigstes Tor war der Siegtreffer bei Chester City, der den direkten Drittligaaufstieg sicherte. Auch zu Beginn der Drittligasaison 1994/95 zeigte sich Ward mit drei Toren in den ersten fünf Spielen und danach mit vier Treffern im Oktober 1994 in guter Form, bevor er in sechs aufeinanderfolgenden Spielen traf, darunter zwei Hattricks gegen die Gresley Rovers im FA Cup und Chester City in der Football League Trophy. Damit hatte er genug Begehrlichkeiten geweckt und für 350.000 Pfund heuerte Ward im Dezember 1994 in der Premier League bei Norwich City an.
Kurz nach der Vertragsunterschrift debütierte Ashley gegen den FC Chelsea (3:0) und führte sich optimal mit zwei Toren in der ersten Halbzeit ein. Im nächsten Spiel bei Crystal Palace (1:0) traf er erneut und nährte so die Hoffnung, den Abstieg noch verhindern zu können. Dies sollte jedoch nicht gelingen und acht Tore in 25 Premier-League-Partien von Ward genügten nicht für den Klassenerhalt. In der folgenden Zweitligaspielzeit 1995/96 ließ er zehn weitere Ligatore folgen, bevor es ihn im März 1996 für eine Million Pfund zum Zweitligakonkurrenten und Aufstiegsaspiraten Derby County zog. Nach dem Aufstieg sorgte er in der Saison 1996/97 mit zwei wichtigen Treffern zunächst für einen späten Sieg gegen Chelsea und zu einem 3:2-Auswärtserfolg bei Manchester United. Anfang September 1997 zog er dann weiter in Richtung des FC Barnsley, der kurz zuvor ebenfalls in die Premier League aufgestiegen war.

### FC Barnsley
Die Ablösesumme betrug 1,3 Millionen Pfund und sollte sich im Falle des Klassenerhalts auf 1,55 Millionen Pfund erhöhen, dazu 20 Prozent im Falle eines Weiterkaufs. Obwohl Barnsley letztlich am Klassenerhaltsziel scheiterte, hatte Ward zwischendurch für Hoffnung gesorgt, als seine Tore jeweils ein 1:0 auswärts beim FC Liverpool und bei Aston Villa sicherten. Nach dem Abstieg blieb Ward dem Verein zunächst treu, aber 12 Tore in 17 Zweitligapartien vor Jahresende 1998 weckten bei zahlreichen prominenten Vereinen Begehrlichkeiten.
Nach einem (angeblichen) 3-Millionen-Pfund-Gebot von Celtic Glasgow meldete sich sein Ex-Klub aus Leicester, der mittlerweile von Martin O’Neill trainiert wurde. Weiterer Interessent war Sheffield Wednesday, wo mit Danny Wilson Wards Ex-Trainer aus Barnsley die Verantwortung übernommen hatte. Dort hatte sich der Druck auf einen adäquaten Ersatz für Paolo Di Canio erhöht. Zum Jahresende 1998 mehrten sich die Spekulationen über einen bevorstehenden Wechsel zu den Blackburn Rovers und an Weihnachten wurde bekanntgegeben, dass sich Blackburns Trainer Brian Kidd für 4,5 Miliionen Pfund Wards Dienste gesichert hatte. Aus dem Ex-Meister von 1995 war in der Saison 1998/99 ein Abstiegskandidat geworden, der dann auch tatsächlich mit Ward in die Zweitklassigkeit abstieg. Fortan wurde über Wards Rückkehr in die höchste englische Spielklasse spekuliert und im Dezember 1999 gab Tottenham Hotspur ein Angebot in Höhe von 1,75 Millionen Pfund ab. Ward war zudem im Verein in Ungnade gefallen und der Trainerwechsel zu Graeme Souness schien seinen Abgang zu forcieren. Handelseinig wurde man sich letztlich im August 2000 mit dem Erstligisten Bradford City, der 1,5 Millionen Pfund als Ablöse bezahlte.

### Bradford City
Bereits vier Monate später, als sich Bradford am Tabellenende befand, wurde über einen Weiterverkauf an den FC Everton debattiert. Weitere (angebliche) Anfragen kamen auf, zumal sich Ward beim letztlichen Absteiger mit nur 4 Ligatoren in 33 Premier-League-Partien schwer tat und nicht zu den Favoriten von Trainer Jim Jefferies zählte. Nach dem Abstieg interessierte sich im Februar 2002 sein Ex-Klub aus Bansley für eine ablösefreie Rückkehr, was auch deswegen als möglich erachtet wurde, weil sich Bradford in eine finanzielle Notlage manövriert hatte.
Der Deal mit Barnsley kam nicht zustande und Bradford City musste im Mai 2002 ein geordnetes Insolvenzverfahren anmelden. Um Lohnkosten zu sparen, wurden als direkte Reaktion gleich 16 Spieler freigestellt, darunter auch Ward. Nach einer erfolgreichen Intervention durch die Spielergewerkschaft PFA konnte dieser Schritt für Ward abgewendet werden und so verblieb er in der Zweitligasaison 2002/03 in Bradford, wenngleich mit nur mäßigem Erfolg mit drei Toren in 24 Meisterschaftspartien. Das Interesse an ihm war jedoch unverändert vorhanden und nach seinem Abschied aus Bradford im Sommer 2003 zog es ihn zum von Neil Warnock trainierten Zweitligakonkurrenten Sheffield United. Dort ließ er bis Mai 2005 seine aktive Karriere ausklingen. Verletzungsbedingt hatte er bei seiner letzten Profistation nur 33 Ligapartien bestritten und dabei fünfmal getroffen.

### Nach der aktiven Karriere
Jenseits des Fußballs engagierte sich Ward fortan im Immobiliensektor und spezialisierte sich auf den Bau und die Renovierung von Luxushäusern – zu seinen Kunden gehörten Kevin Campbell und Wayne Rooney. Im März 2011 verhandelte er mit dem AFC Wrexham bezüglich einer von ihm angeführten möglichen Vereinsübernahme.